# Fritz Hagmann
Fritz Hagmann   (28 de març de 1901 - Ticino, 14 de desembre de 1974) va ser un lluitador suís, especialista en lluita lliure, que va competir durant la dècada de 1920.
El 1924 va prendre part en els Jocs Olímpics de París, on guanyà la medalla d'or en la competició del pes mitjà del programa de lluita.